# 马克思主义地理学
马克思主义地理学（英語：Marxist geography）是人文地理学中利用马克思主义理论工具分析社会经济制度（主要是资本主义）地理条件、过程和结果的研究范式或流派。在20世纪60年代末期到70年代初，马克思主义在地理学理论中开始产生重大影响；到20世纪70年代和80年代，马克思主义方法成为批判地理学的主导方法。马克思主义地理学从对实证主义地理学的批判中诞生，建立了历史-地理唯物主义（英語：historical-geographical materialism）和社会空间辩证法（英語：The Socio-Spatial Dialectic）两大理论，补充了马克思主义在历史唯物主义和自然辩证法研究中对空间解释的不足，同时强调自然环境、空间关系和社会形态之间的辩证过程。马克思主义地理学在框架下的研究可归入三个范畴: 政治经济学分析、空间理论以及自然与环境问题。

## 起源和发展

### 地理学中马克思主义研究时期
20世纪50年代，在实证主义和计量革命影响下，实证主义地理学诞生，并开始在社会层面（特别是城市规划中）运用新的以实证主义、计量统计为核心的学科方法论。
到20世纪60年代末期，实证主义地理学研究的时代背景发生较大变动，美国民权运动和反越战呼声高涨，1968年五月风暴等社会事件相继发生。部分地理学家开始对当时实证主义的和技术官僚主义的地理学的枯燥、脱离现实感到不满和厌倦，催生了激进地理学和其后的马克思主义地理学。
1969 年《Antipode》创刊号的出版标志着激进地理学的出现，1973年大卫·哈维的《社会正义与城市》（Social justice and the city）一书首次明确提出了激进地理学的理论架构和与实证主义空间科学的出发点。 1969 年，在美国地理学家协会举办的安·阿伯（Ann Arbor）会议上，属于温和改良派的底特律地理学考察队和激进的左派《Antipode》期刊团队互相和解，达成一致，激进主义运动正式固定下来。

### 社会理论空间化运动时期
“社会理论空间化运动”从80年代初一直延续到90年代，地理学者不满足局限于马克思主义的范式进行地理学研究，而是转向以地理学理论（空间观点）推动马克思主义发展，并将批判性地使用马克思主义的理论，以此创立了马克思主义地理学学派。
从20世纪90年代初开始，地理学及相关领域的许多批判性理论强烈转向后马克思主义理论框架。这些理论框架接受了马克思主义理论的许多基本要素，同时批评马克思主义的致命“现代性”。在这一阶段女性主义地理学和人文主义地理学基于对马克思主义地理学的“再批判”有了较大发展。

## 主要理论和代表人物
马克思主义地理学最具代表性的人物是大卫·哈维，其早年创作地理学实证主义学派重要著作《地理学中的解释》，后转向对实证主义批判的激进地理学，在其著作《社会公平和城市》中深入解释了为什么城市空间是60年代末至70年代的西方经济衰退的中心, 并证明了一个城市的地理空间布局正是大资本家为追求自己的经济目标而造成的结果。其以空间为研究核心和中心问题，在《正义、自然和差异地理学》中运用空间的生产理论，建立历史-地理唯物主义。
在空间理论上，亨利·列斐伏尔引入了城市权和社会生产的概念空间，并提出空间三元辩证法引入城市空间研究。理查·皮特认为地理学家有必要创立一门空间辩证法, 但此提法由于肢解辩证法而遭到非议, 爱德华·苏贾遂提出基于空间三元辩证法的折衷方案“社会空间辩证法”，将空间被看作是与事件和过程相关的空间, 其本身不再比自然空间优越。在自然-环境关系理论方面，部分人主张地理学家应该发展于历史唯物主义对应的地理唯物主义, 而另一部分则主张应采用更加社会中心化的观点看待自然，如哈维具有代表性的历史-地理唯物主义。
亦有论点认为，资产阶级社会理论对马克思主义的关注，只是在西方知识界出现的挽救资本主义意识形态的诸多努力之一。

## 延伸阅读
- Antipode Editorial Collective; Tariq Jazeel; Andy Kent.  First, first published. Hoboken, NJ Chichester: Wiley Blackwell. 2019-03-01  [2024-02-02]. ISBN 9781119558156. （原始内容存档于2024-02-02）.
- 亨利·列斐伏尔. . 商务印书馆. 2021-10. ISBN 9787100200721.
- 戴维·哈维. . 商务印书馆. 2022-11. ISBN 9787100217767.